# Gramática sintagmática nuclear
La Gramática Sintagmática Nuclear (Head-driven phrase structure grammar, o HPSG) es un tipo derivacional (es decir, 
relaciona estructuras de superficie con estructuras profundas como lo hace la Gramática transformacional) de Gramática generativa desarrollada por Carl Pollard e Ivan Sag en 1985. Se la considera la teoría sucesora de GPSG, a pesar de rescatar aspectos de varias teorías gramaticales (Rección y ligamiento y LFG, entre otras) y semánticas. Su éxito se debe a su utilización en Lingüística computacional y Procesamiento de lenguajes naturales.

## Generalidades del modelo
La unidad con la que opera HPSG es el signo, especificado como un conjunto de rasgos fonéticos (PHON) y sintáctico-semánticos (SYNSEM). Según la configuración de ciertos rasgos pueden distinguirse dos tipos de signo: palabras y sintagmas.
Se entiende que la generación de una oración es producto de la unificación de matrices de rasgos más simples (palabras tomadas del lexicón) y la consiguiente obtención de matrices más complejas, en donde el núcleo de cada matriz compleja configura los rasgos sintácticos y semánticos del signo en su totalidad. La oración es así entendida como el signo máximo, que subcategoriza la información de los signos más elementales que la conforman.
Al igual que en Rección y ligamiento, la gramaticalidad de una oración no se sigue de reglas específicas para cada construcción (como en LFG), sino de la aplicación de ciertos principios generales.